# Loveth Omoruyi
Loveth Oghosasere Omoruyi (Lodi, 25 agosto 2002) è una pallavolista italiana, schiacciatrice della Megavolley.

## Carriera

### Club
La carriera di Loveth Omoruyi inizia nella Pro Patria Milano, nella stagione 2016-17, in Serie B2. Nell'annata successiva entra nella squadra federale del Club Italia, con cui disputa, nella prima stagione, la Serie A2, poi la Serie A1 nella stagione 2018-19, e infine nuovamente la serie cadetta in quella 2019-20.
Per il campionato 2020-21 viene ingaggiata dall'Imoco, in Serie A1, vincendo due Supercoppe italiane, due Coppe Italia, due scudetti e una Champions League. Nella stagione 2022-23 approda invece alla UYBA, in quella 2023-24 passa al Chieri '76, aggiudicandosi la Coppa CEV 2023-24, e in quella 2024-25 alla Megavolley, sempre nella massima divisione.

### Nazionale
Nel 2017 viene convocata nella nazionale italiana under 16 con cui vince la medaglia d'oro al campionato europeo. L'anno successivo è sia in quella under 17, conquistando l'argento al campionato europeo, che in quella under 19, con cui ottiene l'oro al campionato europeo. Nel 2019 è convocata nella nazionale under 20 e under 18, vincendo l'argento sia al campionato mondiale under 20 che under 18. Nel 2021, ancora con la nazionale Under-20, si laurea campionessa del mondo, mentre, nel 2022, con quella under 21 vince la medaglia d'oro al campionato europeo, premiata come miglior schiacciatrice del torneo.
Nel 2021 ottiene le prime convocazioni nella nazionale maggiore. Nel 2024 partecipa ai Giochi della XXXIII Olimpiade di Parigi, in sostituzione dell'infortunata Alice Degradi, conquistando la medaglia d'oro, mentre, l'anno successivo, si aggiudica la medaglia d'oro ai XXXII Giochi mondiali universitari.

## Palmarès

### Club
- Campionato italiano: 2

2020-21, 2021-22
- Coppa Italia: 2

2020-21, 2021-22
- Supercoppa italiana: 2

2020, 2021
- CEV Champions League: 1

2020-21
- Coppa CEV: 1

2023-24

### Nazionale (competizioni minori)
- Campionato europeo under 16 2017
- Campionato europeo under 17 2018
- Campionato europeo under 19 2018
- Campionato mondiale under 20 2019
- Campionato mondiale under 18 2019
- Campionato mondiale under 20 2021
- Campionato europeo under 21 2022
- Giochi mondiali universitari 2025

### Premi individuali
- 2018 - Campionato europeo under 17: Miglior schiacciatrice
- 2019 - Campionato mondiale under 18: Miglior schiacciatrice
- 2021 - Campionato mondiale under 20: Miglior schiacciatrice
- 2022 - Campionato europeo under 21: Miglior schiacciatrice